# سیارک ۳۵۴
سیارک ۳۵۴ (به انگلیسی: 354 Eleonora، نامگذاری:1893A) سیصد و پنجاه و چهارمین سیارک کشف شده‌است که در ۱۷ ژانویه ۱۸۹۳ و در نیس کشف شد.
قدر مطلق سیارک برابر ۶٫۴۴ است.